# Traité de Xanten

Le traité de Xanten (allemand : Vertrag von Xanten), a été signé dans la ville rhénane de Xanten le 12 novembre 1614 entre Wolfgang Guillaume, duc de Palatinat-Neuburg, et l'électeur Jean III Sigismond de Brandebourg, avec des représentants de l'Angleterre et de la France agissant comme médiateurs.
Le traité mit fin à la guerre de Succession de Juliers et à toutes les hostilités entre Wolfgang Guillaume et Jean Sigismond. Selon les termes du traité, les territoires de Juliers, Berg et Ravenstein furent attribués à Wolfgang Guillaume, alors que les territoires de Clèves-Marck et Ravensberg allèrent à Jean Sigismond. Ces derniers furent les premiers territoires rhénans à entrer en possession de la maison Hohenzollern, préfigurations de la future Rhénanie prussienne.

## Sources
- (en) Cet article est partiellement ou en totalité issu de l’article de Wikipédia en anglais intitulé « Treaty of Xanten » (voir la liste des auteurs).
- Hayden, Michael J. Continuity in the France of Henry IV and Louis XIII: French Foreign Policy, 1598-1615. Journal of Modern History, Vol. 45, No. 1 (March 1973), p. 1-23.